# Genyodectes
Genyodectes (do grego "mordida de mandíbula") é um gênero de dinossauro terópode ceratossaurídeo do Cretáceo Inferior (Aptiano) da América do Sul. O material do holótipo (MLP 26–39, Museu de La Plata, La Plata, Argentina) foi coletado da Formação Cerro Barcino, Cañadón Grande, Departamento Paso de Indios na Província de Chubut e descrito por Sir Arthur S. Woodward em 1901. Consiste em um focinho incompleto com partes da mandíbula. Devido ao estado fragmentário, é considerado por alguns paleontólogos como um nomen dubium. A espécie-tipo é denominada Genyodectes serus sendo o único ceratossaurídeo conhecido do Cretáceo.

## Descoberta
O paleontólogo inglês Sir Arthur S. Woodward descreveu Genyodectes em 1901, e, depois de Loncosaurus (Ameghino, 1899; nomen dubium), é o segundo dinossauro não aviano descrito da América do Sul, e permaneceu como o terópode sul-americano mais completamente conhecido até a década de 1970. Ao estudar registros históricos e preservação dos ossos, Rauhut concluiu que o espécime provavelmente foi coletado do Membro Cerro Castaño da Formação Cerro Barcino (datada dos estágios Aptiano ao Albiano do Cretáceo Inferior, entre 125 a 112 milhões de anos).

## Descrição

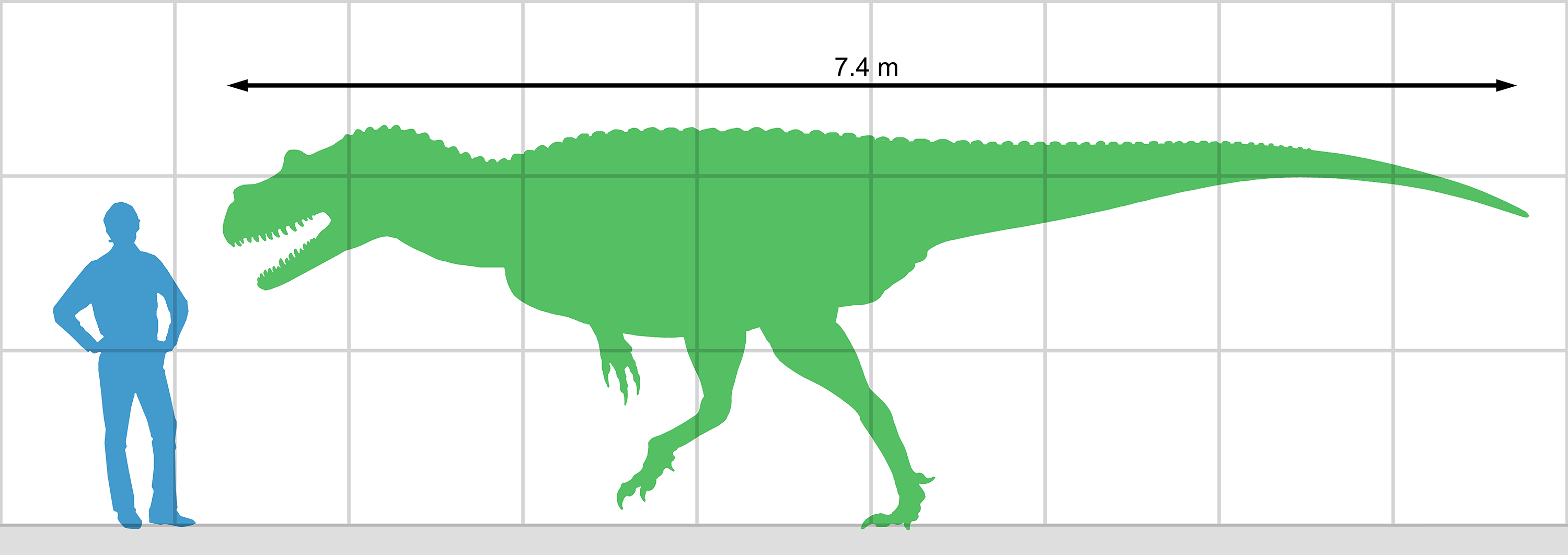
Tamanho estimado de Genyodectes comparado ao humano

Genyodectes tem seu nome do gênero advindo do grego genys que quer dizer mandíbula e dektes, "mordida" com seu nome específico, serus significando "tardio". É conhecido pelo seu holótipo, MLP 26–39, que consiste em restos da região frontal inferior do focinho e partes da mandíbula, contendo o pré-maxila, porções de ambas as maxilas, o dentário direito e esquerdo, muitos dentes, um fragmento do esplenial esquerdo e partes da região superior do dentário.  Esses elementos são geralmente mal preservados e alguns estão em articulação. A pré-maxila de Genyodectes possui dentes relativamente grandes e salientes, semelhantes aos do Ceratosaurus.
Rauhut diagnosticou Genyodectes serus apontado similaridade com Ceratosaurus a partir da análise dos dentes pré-maxilares em sua disposição sobreposta, com as coroas dos dentes maxilares mais longos que muitos outros terópodes sobre a região da mandíbula, se diferenciado de  Ceratosaurus na quantidade de dentes pré-maxilares. Com base nisso no holótipo e no gênero relativo Ceratosaurus, Molina Perez e Larramendi estimaram o tamanho de Genyodectes por volta de 6,25 metros de comprimento e uma massa corporal de 790 kg.

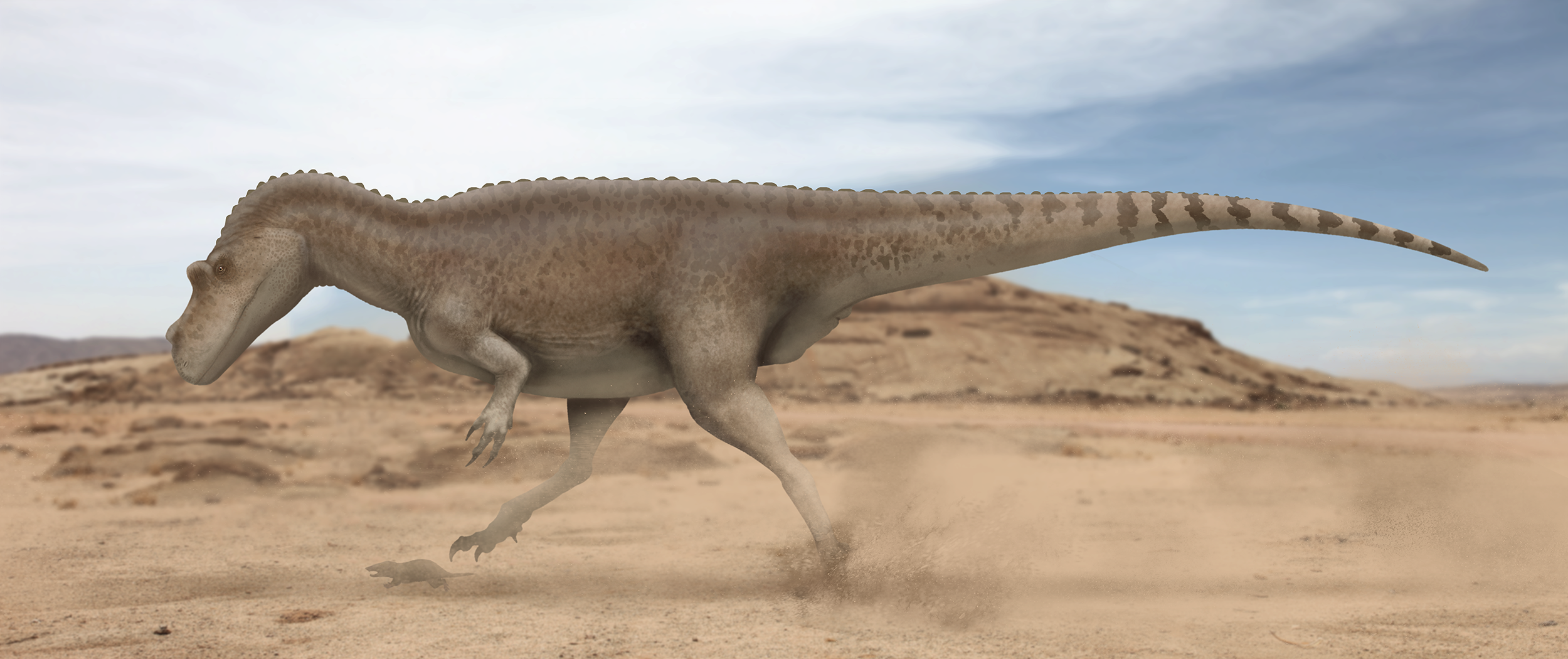
Representação do animal em vida

## Classificação
Genyodectes tem sido considerado um nomen dubium há muito tempo, devido à sua natureza fragmentária e algumas dúvidas quanto às suas origens geográficas e estratigráficas precisas. No entanto, uma redescrição do material tipo por Oliver Rauhut em 2004 lançou alguma luz sobre essas questões e parece estabelecer a validade taxonômica de Genyodectes serus, a única espécie referida ao gênero. Na última década, o holótipo foi colocado em diversos grupos, Megalosauridae, Tyrannosauridae, Theropoda incertae sedis e até Abelisauridae (talvez até mesmo um sinônimo sênior de Abelisaurus). No entanto, a recente remoção do holótipo da "matriz artificial" na qual ele havia sido exibido por muito tempo permitiu uma reavaliação do espécime. Rauhut concluiu que o espécime não possui sinapomorfias importantes de abelissaurídeos e tiranossaurídeos, mas encontrou muitos traços ceratossaurianos. Isso parece implicar que Genyodectes estava mais próximo do Ceratosaurus do que os abelissauróides mais derivados (que também descendem de animais como Ceratosaurus).
Em uma análise sobre Ceratosauria, Decourt considerou Genyodectes, junto com Eoabelisaurus como representantes tardios da família Ceratosauridae indicando a resiliência do grupo na transição do Jurássico Superior para a passagem do Cretáceo Inferior. A classificação de Eoabelisaurus na família foi contestada, deixando Genyodectes e Ceratosaurus como os únicos representantes válidos de sua família.
O cladograma a seguir, que mostra as relações do Genyodectes, é baseado na análise filogenética conduzida por Diego Pol e Oliver Rauhut em 2012:

|  | Spinostropheus                                               |
|  |                                                              |
|  | \| \| Limusaurus \| \| \| \| \| \| Elaphrosaurus \| \| \| \| |
|  |                                                              |
|  | Limusaurus                                                   |
|  |                                                              |
|  | Elaphrosaurus                                                |
|  |                                                              |

|  | Limusaurus    |
|  |               |
|  | Elaphrosaurus |
|  |               |

|  | Ceratosaurus |
|  |              |
|  | Genyodectes  |
|  |              |

|  | Noasauridae   |
|  |               |
|  | Abelisauridae |
|  |               |

|  | Ceratosaurus |
|  |              |
|  | Genyodectes  |
|  |              |

|  | Noasauridae   |
|  |               |
|  | Abelisauridae |
|  |               |

|  | Spinostropheus                                               |
|  |                                                              |
|  | \| \| Limusaurus \| \| \| \| \| \| Elaphrosaurus \| \| \| \| |
|  |                                                              |
|  | Limusaurus                                                   |
|  |                                                              |
|  | Elaphrosaurus                                                |
|  |                                                              |

|  | Limusaurus    |
|  |               |
|  | Elaphrosaurus |
|  |               |

|  | Ceratosaurus |
|  |              |
|  | Genyodectes  |
|  |              |

|  | Noasauridae   |
|  |               |
|  | Abelisauridae |
|  |               |

|  | Ceratosaurus |
|  |              |
|  | Genyodectes  |
|  |              |

|  | Noasauridae   |
|  |               |
|  | Abelisauridae |
|  |               |

|  | Spinostropheus                                               |
|  |                                                              |
|  | \| \| Limusaurus \| \| \| \| \| \| Elaphrosaurus \| \| \| \| |
|  |                                                              |
|  | Limusaurus                                                   |
|  |                                                              |
|  | Elaphrosaurus                                                |
|  |                                                              |

|  | Limusaurus    |
|  |               |
|  | Elaphrosaurus |
|  |               |

|  | Ceratosaurus |
|  |              |
|  | Genyodectes  |
|  |              |

|  | Noasauridae   |
|  |               |
|  | Abelisauridae |
|  |               |

|  | Ceratosaurus |
|  |              |
|  | Genyodectes  |
|  |              |

|  | Noasauridae   |
|  |               |
|  | Abelisauridae |
|  |               |

|  | Spinostropheus                                               |
|  |                                                              |
|  | \| \| Limusaurus \| \| \| \| \| \| Elaphrosaurus \| \| \| \| |
|  |                                                              |
|  | Limusaurus                                                   |
|  |                                                              |
|  | Elaphrosaurus                                                |
|  |                                                              |

|  | Limusaurus    |
|  |               |
|  | Elaphrosaurus |
|  |               |

|  | Ceratosaurus |
|  |              |
|  | Genyodectes  |
|  |              |

|  | Noasauridae   |
|  |               |
|  | Abelisauridae |
|  |               |

|  | Ceratosaurus |
|  |              |
|  | Genyodectes  |
|  |              |

|  | Noasauridae   |
|  |               |
|  | Abelisauridae |
|  |               |